# بولشوي سوروكينو (تجومين)
بولشوي سوروكينو (بالروسية: Большое Сорокино) هي مدينة في مقاطعة تيومين أوبلاست في روسيا.